# Agnocoris rossi
Agnocoris rossi är en insektsart som beskrevs av Moore 1955. Agnocoris rossi ingår i släktet Agnocoris och familjen ängsskinnbaggar. Inga underarter finns listade i Catalogue of Life.